# Хопсон, Деннис
Деннис Хопсон (англ. Dennis Hopson; родился 22 апреля 1965 года, Толидо, штат Огайо) — американский профессиональный баскетболист и тренер.

## Студенческая карьера
В 1983 году Хопсон поступил в университет штата Огайо, где выступал за баскетбольную команду «Огайо Стэйт Бакайс», в которой на первом курсе набирал в среднем по 5,3 очка за игру, а на втором — по 9,8. Расцвет его студенческой карьеры наступил на третьем курсе, когда он удвоил свои показатели, набирая в среднем по 20,9 очка за матч. В 1986 году «Бакайс» возглавил Гэри Уильямс, после чего в игре Денниса начался новый этап. Уильямс реализовывал на практике быстрый наступательный темп, что давало Хопсону преимущество в атакующей игре, которая впоследствии позволила ему только увеличивать свою продуктивность в нападении. Деннис прекрасно владел броском в прыжке, что в итоге не только позволило ему стать вторым снайпером в первом дивизионе NCAA в сезоне 1986/1987 годов, но и стать игроком года конференции Big Ten. На четвёртом курсе Хопсон, несмотря на свой высокий рост, стал вторым по передачам (в среднем 3,6 за игру) и лучшим по подборам (8,2). По итогам 1987 года он был включён во 2-ю всеамериканскую сборную NCAA.

## Карьера в НБА
Играл на позиции атакующего защитника и лёгкого форварда. В 1990 году был выбран на драфте НБА под 3-м номером командой «Нью-Джерси Нетс». Позже выступал за команды «Чикаго Буллз» и «Сакраменто Кингз». Всего в НБА провёл 5 сезонов. За три года выступлений за «Нетс» Хопсона постоянно преследовали мелкие травмы и споры с руководством по поводу выполнения контрактных обязательств, что в итоге ему надоело и, несмотря на то, что в сезоне 1989/1990 годов стал лучшим снайпером команды (1251 очко), он сменил прописку. В сезоне 1990/1991 годов Хопсон стал чемпионом НБА в составе «Буллз». Всего за карьеру в НБА сыграл 334 игры, в которых набрал 3633 очка (в среднем 10,9 за игру), сделал 939 подборов, 539 передач, 319 перехватов и 159 блок-шотов.

## Зарубежная карьера
Завершив свои выступления в НБА, Хопсон переехал в Европу, где сначала выступал два сезона в Испании за команду «Натуэст Сарагоса», а затем два года во Франции — за «Шоле Кедекс Баскет» и «Ле-Ман». В 1996 году он заключил контракт с филиппинским клубом «Пьюрефудс Карне-Норте», однако вскоре покинул команду из-за очередной травмы. Затем Деннис отыграл один сезон в Турции за «Галатасарай», после чего переехал в Израиль, где выступал за команды «Хапоэль Эйлат», «Маккаби Ришон-ле-Цион», где он был признан одним из лучших игроков чемпионата и «Маккаби Гиват-Шмуэль». В 1999 году уже опытный путешественник переехал в Венесуэлу, где недолго выступал за команду «Гаитерос дель Сулия». После этого Хопсон вернулся в Израиль, где завершил свою спортивную карьеру игрока, выступая за «Маккаби Кирьят-Моцкин» и ещё раз за «Маккаби Гиват-Шмуэль».

## Карьера тренера
После завершения профессиональной карьеры игрока Хопсона пригласили на должность главного тренера в команду «Толидо Ройял Найтс», выступавшей в АБА, которой он руководил на протяжении двух сезонов, пока она не прекратила своё существование (2005—2006). Затем он устроился на должность ассистента Ролли Массимино в баскетбольную команду Нортвудского университета, в которой проработал три года (2006—2009). В настоящее время, с сентября 2009 года, Хопсон работает помощником главного тренера (Луиса Орра) в команде «Боулинг Грин Фэлконс», выступающей в Национальной ассоциации студенческого спорта (NCAA).

## Статистика

### Статистика в НБА
| Сезон                                                                                    | Команда    | Регулярный сезон | Регулярный сезон | Регулярный сезон | Регулярный сезон | Регулярный сезон | Регулярный сезон | Регулярный сезон | Регулярный сезон | Регулярный сезон | Регулярный сезон | Регулярный сезон | Серия плей-офф | Серия плей-офф | Серия плей-офф | Серия плей-офф | Серия плей-офф | Серия плей-офф | Серия плей-офф | Серия плей-офф | Серия плей-офф | Серия плей-офф | Серия плей-офф |
| Сезон                                                                                    | Команда    | GP               | GS               | MPG              | FG%              | 3P%              | FT%              | RPG              | APG              | SPG              | BPG              | PPG              | GP             | GS             | MPG            | FG%            | 3P%            | FT%            | RPG            | APG            | SPG            | BPG            | PPG            |
| ---------------------------------------------------------------------------------------- | ---------- | ---------------- | ---------------- | ---------------- | ---------------- | ---------------- | ---------------- | ---------------- | ---------------- | ---------------- | ---------------- | ---------------- | -------------- | -------------- | -------------- | -------------- | -------------- | -------------- | -------------- | -------------- | -------------- | -------------- | -------------- |
| 1987/88                                                                                  | Нью-Джерси | 61               | 19               | 22,4             | 40,4             | 26,7             | 74,0             | 2,3              | 1,9              | 0,9              | 0,4              | 9,6              | Не участвовал  | Не участвовал  | Не участвовал  | Не участвовал  | Не участвовал  | Не участвовал  | Не участвовал  | Не участвовал  | Не участвовал  | Не участвовал  | Не участвовал  |
| 1988/89                                                                                  | Нью-Джерси | 62               | 36               | 25,0             | 41,9             | 14,8             | 84,9             | 3,3              | 1,7              | 1,1              | 0,5              | 12,7             | Не участвовал  | Не участвовал  | Не участвовал  | Не участвовал  | Не участвовал  | Не участвовал  | Не участвовал  | Не участвовал  | Не участвовал  | Не участвовал  | Не участвовал  |
| 1989/90                                                                                  | Нью-Джерси | 79               | 64               | 32,3             | 43,4             | 31,7             | 79,2             | 3,5              | 1,9              | 1,3              | 0,6              | 15,8             | Не участвовал  | Не участвовал  | Не участвовал  | Не участвовал  | Не участвовал  | Не участвовал  | Не участвовал  | Не участвовал  | Не участвовал  | Не участвовал  | Не участвовал  |
| 1990/91                                                                                  | Чикаго     | 61               | 0                | 11,9             | 42,6             | 20,0             | 66,3             | 1,8              | 1,1              | 0,4              | 0,2              | 4,3              | 5              | 0              | 3,6            | 33,3           | -              | 44,4           | 0,8            | 0,2            | 0,0            | 0,2            | 1,6            |
| 1991/92                                                                                  | Чикаго     | 2                | 0                | 5,0              | 50,0             | -                | -                | 0,0              | 0,0              | 0,5              | 0,0              | 1,0              | Не участвовал  | Не участвовал  | Не участвовал  | Не участвовал  | Не участвовал  | Не участвовал  | Не участвовал  | Не участвовал  | Не участвовал  | Не участвовал  | Не участвовал  |
| 1991/92                                                                                  | Сакраменто | 69               | 0                | 18,9             | 46,5             | 25,5             | 70,8             | 3,0              | 1,5              | 1,0              | 0,6              | 10,7             | Не участвовал  | Не участвовал  | Не участвовал  | Не участвовал  | Не участвовал  | Не участвовал  | Не участвовал  | Не участвовал  | Не участвовал  | Не участвовал  | Не участвовал  |
|                                                                                          | Всего      | 334              | 119              | 22,5             | 43,1             | 27,1             | 76,5             | 2,8              | 1,6              | 1,0              | 0,5              | 10,9             | 5              | 0              | 3,6            | 33,3           | -              | 44,4           | 0,8            | 0,2            | 0,0            | 0,2            | 1,6            |
| Наведите курсор мыши на аббревиатуры в заголовке таблицы, чтобы прочесть их расшифровку. |            |                  |                  |                  |                  |                  |                  |                  |                  |                  |                  |                  |                |                |                |                |                |                |                |                |                |                |                |

### Статистика в NCAA
| Сезон | Команда     | Conf    | Class | GP  | GS | MPG  | FG%  | 3P%  | FT%  | RPG | APG | SPG | BPG | PPG  |
| --- | ----------- | ------- | ----- | --- | -- | ---- | ---- | ---- | ---- | --- | --- | --- | --- | ---- |
| 1983/84 | Огайо Стэйт | Big Ten | FR    | 29  | 9  | 18,7 | 47,4 |      | 82,9 | 3,7 | 0,8 | 0,7 | 0,5 | 5,3  |
| 1984/85 | Огайо Стэйт | Big Ten | SO    | 30  | 21 | 25,5 | 49,4 |      | 73,6 | 4,7 | 1,5 | 0,6 | 0,3 | 9,8  |
| 1985/86 | Огайо Стэйт | Big Ten | JR    | 33  | 33 | 34,8 | 54,5 |      | 77,8 | 5,8 | 2,2 | 1,6 | 0,5 | 20,9 |
| 1986/87 | Огайо Стэйт | Big Ten | SR    | 33  | 33 | 35,1 | 51,8 | 41,9 | 81,4 | 8,2 | 3,6 | 2,2 | 0,6 | 29,0 |
| Всего | Всего       | Всего   | Всего | 125 | 96 | 28,9 | 51,9 | 41,9 | 79,3 | 5,7 | 2,1 | 1,3 | 0,5 | 16,8 |
| Наведите курсор мыши на аббревиатуры в заголовке таблицы, чтобы прочесть их расшифровку Статистика приведена с сайта sports-reference.com |             |         |       |     |    |      |      |      |      |     |     |     |     |      |